# HMS Glowworm (1935)
HMS Glowworm (H92) — британский эскадренный миноносец типа G. Построен для Королевского флота в 1936 году. 8 апреля 1940 год потоплен в ходе неравного боя с германским тяжёлым крейсером «Admiral Hipper» западнее Тронхейма.  

## Конструкция

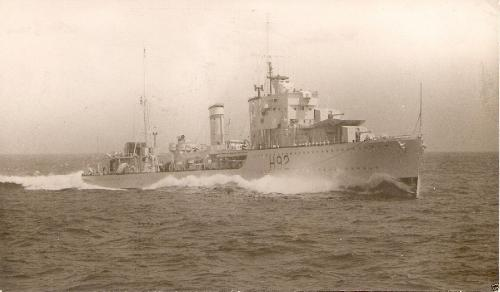
HMS Glowworm на ходу

Эсминец принадлежал одной из серий «стандартных эсминцев» межвоенной постройки. В экспериментальном порядке на этот эсминец установили новые пятитрубные торпедные аппараты.
Стандартное водоизмещение составляло 1350 дл. тонн (1370 тонн), полное — 1883 дл. тонны (1913 тонн). Корабль имел общую длину 323 фута (98,5 м), ширину 33 фута (10,1 м) и осадку 12 футов 5 дюймов (3,8 м). Был оснащен паровыми турбинами Parsons, общей мощностью 34 000 лошадиных сил на валу (25 400 кВт) на максимальном ходу 35,5 узла (67 км/ч). Пар для турбин обеспечивался тремя водотрубными трёхколлекторными котлами Адмиралтейского типа. Запас топлива хранился в топливных танках, вмещавших 480 (470 длинных тонн) тонн мазута, что обеспечивало дальность плавания 5530 миль (10 240 км) 15-узловым ходом или 3800 миль 20-узловым. В мирное время на корабле было 137 офицеров и матросов.

### Энергетическая установка

#### Главная энергетическая установка
Три Адмиралтейских котла. Турбины высокого и низкого давления «Парсонс». Турбины и редуктор составляли турбозубчатый агрегат. Размещение ГЭУ — линейное. Котлы размещались в изолированных отсеках, турбины — в общем машинном отделении, при этом были отделены от турбин водонепроницаемой переборкой.
Рабочее давление пара — 21,2 кгс/см² (20,5 атм.), температура — 327 °C(620 °F).

#### Дальность плавания и скорость хода
Проектная мощность составляла 34 000 л. с. (25 400 кВт), что должно было обеспечить скорость хода (при полной нагрузке) в 31,5 узла, максимальная скорость при стандартном водоизмещении должна была составить 35,5 узлов.

### Вооружение
На эсминец установили четыре 120-мм орудия Mark IX с длиной ствола 45 калибров в установках CP.Mk. XVII. Максимальный угол возвышения 40°, снижения 10°. Масса снаряда 22,7 кг, начальная скорость 807 м/с. Система управления огнём, три дальномера с базой 2,75 м. Зенитное вооружение составляли пара счетверённых 12,7-мм пулемёта, боезапас включал в себя 10 000 патронов на установку.  Торпедное вооружение включало в себя два пятитрубных 533-мм торпедных аппарата, противолодочное — бомбосбрасыватель, два бомбомёта и 20 глубинных бомб.

## Служба

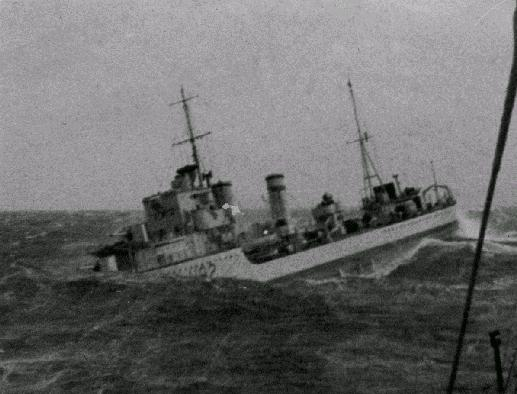
HMS Glowworm в штормовом море, сфотографированный с другого судна между 1939 и 1940 годами

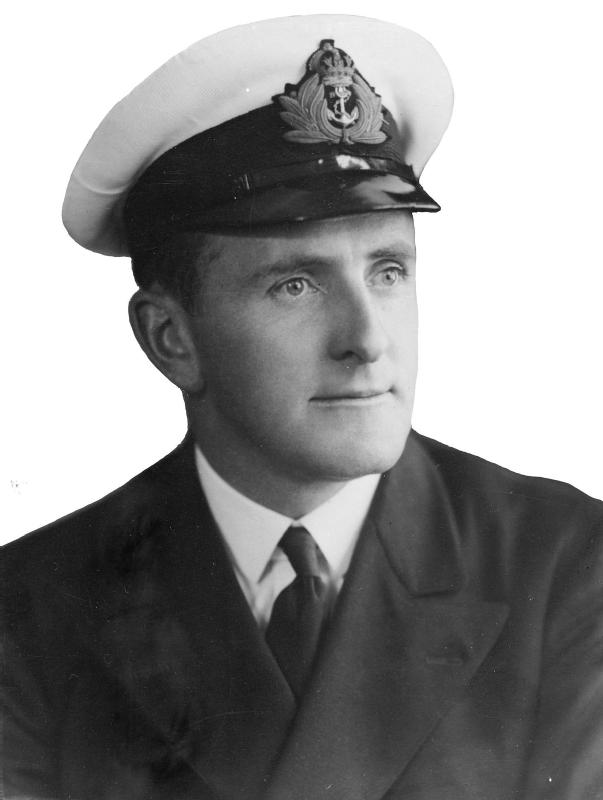
Лейтенант-коммандер Джерард Бродмид Руп

До начала Второй мировой войны не модернизировался. До войны проходил службу в составе флота Метрополии. Во время ночных учений 16 мая 1939 года «Глоууорм» столкнулся с однотипным эсминцем HMS Grenade и отправился в Александрию на временный ремонт. Капитальный ремонт был сделан на Мальте с 23 мая по 24 июня 1939 года. Единственной крупной операцией во Второй мировой войны для него стала Норвежская операция. В первых числах апреля 1940 года эсминец вышел в море в составе эскадры, прикрывающей минные постановки у норвежского побережья. Утром 8 апреля с одного из кораблей был смыт за борт матрос. Одним из эсминцев эскорта самого северного соединения был «Глоууорм» (командир — лейтенант-коммандер Руп). Флагман приказал ему произвести поиск. Человека не нашли. Эсминец в одиночестве шёл к району постановки, когда один из матросов был смыт за борт волной.
«Глоууорм» тотчас же стал вести поиск. Пока шел поиск, остальные корабли ушли вперед и вскоре потерялись из виду. Продемонстрировав великолепные навыки управления кораблём, командиру вскоре удалось найти потерянного матроса. После поднятия спасённого, который был отдан на попечение судового врача, «Глоууорм» лёг на прежний курс и попытался догнать ушедшие корабли.
Из-за шторма Рупу пришлось снизить ход до 90 оборотов — около 10 узлов.

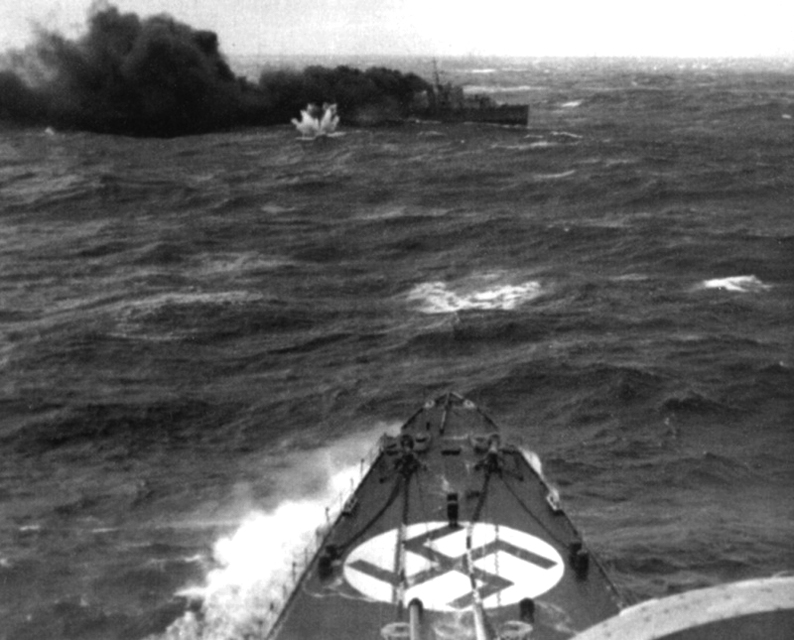
HMS Glowworm ставит дымовую завесу по курсу «Адмирала Хиппера»

### Бой с «Хиппером»
Утром 8 апреля 1940 года «Глоууорм», в густом тумане, столкнулся с немецкими эскадренными миноносцами Z11 Бернд фон Арним и Z18 Ханс Людеман. Эсминцы были частью немецкого военно-морского отряда, во главе с тяжёлым крейсером «Адмирал Хиппер», в эскорте войск немецкого вторжения в Норвегию (операция «Везерюбунг»). «Глоууорм» открыл огонь, и немецкие эсминцы попытались разойтись, запрашивая усиление. На запрос вскоре ответил «Адмирал Хиппер». Первоначально с Хиппера было трудно отличить «Глоууорм» от «фон Арним», но через восемь минут открыли огонь с дистанции 8400 метров главным калибром. «Глоууорм» был накрыт четвёртым залпом «Хиппера», и был повреждён. Он прекратил огонь, пытаясь разорвать визуальный контакт с «Хиппером», но на «Хиппере» был радар. Когда эсминец вышел из дымовой завесы, дальность была достаточно мала, чтобы стрелять из 10,5 см пушек крейсера. Радиорубка, мостик и носовая 4,7-дюймовая пушка были уничтожены, также эсминец получил попадания в машинное отделении, каюту командира и, наконец, в мачту. Мачта рухнула, вызвав короткое замыкание, включив сирену корабля.
В 10:10 эсминец произвел пятиторпедный залп с дистанции 800 метров, но все торпеды не попали. Эсминец прошёл через свою дымовую завесу, чтобы выиграть время и приготовить второй торпедный залп, но «Хиппер» последовал за «Глоууормом» через дымовую завесу, чтобы добить его, прежде чем он смог выпустить остальные торпеды. Два корабля были очень близко, когда «Хиппер» показался из завесы, и Руп решил идти на таран.  Столкновение оторвало нос «Глоууорма», а остальная часть корабля проскользила по борту «Хиппера», сорвав обшивку с борта последнего. Во время столкновения один немецкий моряк был сбит за борт. «Хиппер» принял около 500 тонн воды, прежде чем повреждения были локализованы. «Глоууорм» горел и его котлы взорвались в 10:24. 
«Хиппер» занялся спасением своего человека за бортом и оставшихся в живых. Немецкого моряка не нашли, но было поднято 40 британских моряков. Капитан Руп сорвался со спасательного каната и утонул. 
Под впечатлением от смелых действий «Глоуворма» капитан «Хиппера» через швейцарский Красный крест послал письмо с описанием боя в британское адмиралтейство с рекомендацией о награждении. В результате этого представления капитан Руп был посмертно награждён «Крестом Виктории». Лейтенант Рамси, единственный выживший офицер «Глоуворма», был награжден Орденом «За выдающиеся заслуги»